# Vézaponin
Vézaponin é uma comuna francesa na região administrativa de Altos da França, no departamento de Aisne. Estende-se por uma área de 3,18 km². Em 2010 a comuna tinha 122 habitantes (densidade: 38,4 hab./km²).